# KP Media
KP Media è una casa editrice ucraina che pubblica principalmente giornali tra cui il Korrespondent, sia in russo che ucraino, e possiede diversi siti web.

## Storia
KP Media è stata fondata il 1º settembre del 1995 dallo statunitense Jed Sunden e la prima pubblicazione fu il Kyiv Post, venduto nel 2009 a Mohammad Zahoor.

## Progetti Editoriali
- Korrespondent
- BigMir.net
- Kyiv Post